# Aden Kirk
Aden Kirk (* 3. März 1992 in Nottingham, England) ist ein englischer Dartspieler. Sein Spitzname lautet Captain.

## Karriere
2014 erreichte Kirk in zwei der sechs UK-Open-Qualifikationsturniere die Runde der letzten 64 und zog damit in die erste Runde des Turniers ein. Er schlug Conan Whitehead mit 5:4 und Gerwyn Price mit 5:2, um in der dritten Runde auf Phil Taylor zu treffen. Das Spiel gegen Taylor war sein erstes im Fernsehen übertragenes Spiel, das er 9:7 gewann. Danach spielte er gegen Peter Wright und setzte seine Serie fort, indem er zwei Ton-plus-Finishes warf und einen 3:5-Rückstand noch in einen 9:5-Sieg umwandelte. In der fünften Runde teilten sich Kirk und Brendan Dolan die ersten 14 Legs, bevor der Dolan das Spiel mit zwei 13-Dart-Legs gewann. Kirk verdiente 5.000 Pfund für seine Teilnahme an dem Turnier, das bei weitem das größte seiner bisherigen Karriere war.
Im Juli 2014 erreichte Kirk das Finale des zwölften Challenge Tour Events des Jahres, wo er mit 5:4 gegen Brett Claydon unterlag.
Im April 2015 gewann Kirk das dritte Development Tour Event des Jahres. Er schlug Jamie Lewis im Halbfinale mit 4:3 und Benito van de Pas im Finale mit 4:1. Kirk erreichte zum ersten Mal seit seinen UK Open Erfolgen beim 15. Players Championship mit Siegen über William O’Connor, Justin Pipe und Ronny Huybrechts die letzten 16 eines PDC Events, bevor er mit 1:6 gegen Peter Wright verlor.
Kirk gewann 2016 das 11. Development Tour Event, indem er Keegan Brown im Finale mit 4:3 besiegte. Er erreichte auch das Finale des 16. Events und verlor mit 1:4 gegen Dean Reynolds. Er wurde Dritter in der Order of Merit der Development-Tour und sicherte sich eine zweijährige Tour Card, nachdem der erstplatzierte Dean Reynolds sich entschied, bei der BDO zu bleiben.
Über den PDPA Qualifier qualifizierte sich Kirk für die Weltmeisterschaft 2019 und unterlag dort Gabriel Clemens in der 1. Runde mit 0:3.
Nachdem Kirk sich bei der Q-School im Jahr 2024 keine Tour Card sichern konnte, spielte er wie zuletzt vor drei Jahren wieder die Turniere der PDC Challenge Tour. Er gewann dabei das Turnier fünf durch einen 5:3-Sieg gegen Danny Jansen. Dazu kamen eine weitere Halbfinal- und eine Viertelfinalteilnahme, wodurch Kirk auch zu mehreren Players Championship-Turnieren nachrücken durfte, bei denen er aber nur ein einziges Spiel gewann.
Kirk beendete die PDC Challenge Tour Order of Merit auf Rang elf und durfte somit bei der PDC Q-School 2025 in der Final Stage an den Start gehen. Am ersten Tag erreichte er dabei das Halbfinale und am zweiten Tag das Viertelfinale, errang danach aber keinen Punkt mehr für die Rangliste und schied somit mit fünf Punkten im Rennen um die Tour Card aus.

## Weltmeisterschaftsresultate

### PDC
- 2019: 1. Runde (0:3-Niederlage gegen  Gabriel Clemens)

## Titel

### PDC
- Secondary Tour Events
  - PDC Development Tour
    - PDC Development Tour 2015: 3
    - PDC Development Tour 2016: 11

  - PDC Challenge Tour
    - PDC Challenge Tour 2014: 12
    - PDC Challenge Tour 2024: 5